# Continental Grass Court Championships 1990
Il Continental Grass Court Championships 1990 è stato un torneo di tennis giocato sull'erba. È stata la 1ª edizione del torneo, che fa parte della categoria World Series nell'ambito dell'ATP Tour 1990. Il torneo si è giocato a Rosmalen, vicino 's-Hertogenbosch nei Paesi Bassi, dall'11 al 17 giugno 1990.

## Campioni

### Singolare
Amos Mansdorf ha battuto in finale  Aleksandr Volkov con il punteggio di 6–3, 7–6(3)

### Doppio
Jakob Hlasek /  Michael Stich hanno battuto in finale  Jim Grabb /  Patrick McEnroe || 7–6, 6–3